# Фонд Генриха Бёлля
Фонд имени Генриха Бёлля (нем. Heinrich-Böll-Stiftung e. V.) — немецкая независимая неправительственная организация, ценностно связанная с партией «Союз 90/Зелёные» (Германия). Фонд осуществляет и поддерживает проекты в сфере развития гражданского общества, политического образования, социально-политической активности и ответственности, прав человека, международного диалога, экологии. Особое и важное место в его работе занимают такие темы, как гендерная демократия и миграция. Кроме того, Фонд оказывает поддержку искусству и культуре, а также науке и исследовательским работам.
Фонд носит имя немецкого писателя, лауреата Нобелевской премии по литературе Генриха Бёлля (1917—1985). Барбара Унмюсих (c 2002 года) и Эллен Убершер (с 2017 года) входят в управляющий совет организации. Штеффен Хайцман — генеральный директор Фонда. Фонд обладает самостоятельным юридическим статусом и в своем нынешнем виде существует с 1996/1997 г.  Его отделения работают во всех федеральных землях Германии и во многих странах мира, в том числе  на Украине (в Киеве). Отделение фонда работало в России (в Москве), но в апреле—мае 2022 года по решению властей деятельность его прекращена.

## История
14 сентября 1986 года в Кёльне для исполнения решения Партии зелёных, принятого в 1983 году, был создан учредительный комитет Фонда имени Генриха Бёлля (нем. Initiative zur Gründung der Heinrich-Böll-Stiftung). В этот же период в Гамбурге возник также ориентированный на Партию зелёных особый фонд, нацеленный на поддержку прав женщин (Frauenanstiftung), а в 1988 году земельные благотворительные фонды зелёных объединились в федерацию (нем. Buntstift-Föderation grünnaher Landesstiftungen und Bildungswerke e. V.) со штаб-квартирой в Гёттингене.
В 1996 году все организации Buntstift-Föderation grünnaher Landesstiftungen und Bildungswerke e. V. объединились и новая организация была названа «Фонд Генриха Бёлля» со штаб-квартирой в Берлине.
В апреле 2022 года филиал Фонда Генриха Бёлля в Российской Федерации исключён из «реестра филиалов и представительств международных организаций и иностранных некоммерческих неправительственных организаций», а в мае того же года Прокуратура РФ присвоила фонду статус организации, деятельность которой нежелательна в РФ.

## Структура
Помимо офисов в Федеральных землях Германии и зарубежных филиалов, к Фонду им. Генриха Бёлля относятся:
- Общество содействия учащимся высших учебных заведений (нем. Studienwerk der Heinrich-Böll-Stiftung) — предоставляет стипендии студентам и аспирантам
- Институт Гунды Вернер (нем. Gunda-Werner-Institut)
- Зелёная Академия (нем. Grüne Akademie)
- Академия повышения квалификации «Зелёный кампус» (нем. Green Campus)
- Зелёный архив «Grünes Gedächtnis»[10][16].

## Другие немецкие политические фонды
- Фонд Розы Люксембург («Левые»)
- Фонд Курта Лёвенштайля (Социалистическая молодёжь Германии — Фальконы)
- Фонд Фридриха Эберта (Социал-демократическая партия Германии)
- Фонд Фридриха Науманна (Свободная демократическая партия)
- Фонд Конрада Аденауэра (Христианско-демократический союз Германии)
- Фонд Ханнса Зейделя (Христианско-социальный союз)